# سيد نبي (الهايي)
سيد نبي (بالفارسية: سیدنبی) هي قرية وتقع في إيران في قسم الهايي الريفي. يقدر عدد سكانها بـ 229 نسمة بحسب إحصاء 2016.